# Javier Aguirre
Javier ("El Vasco") Aguirre Onaindia (Mexico-Stad, 1 december 1958) is een Mexicaanse voetbaltrainer en voormalig voetballer.

## Spelerscarrière
Aguirre debuteerde in 1978 in het eerste elftal van Club América in de Mexicaanse voetbalcompetitie. In 1986 was hij tijdens het wereldkampioenschap in eigen land actief als speler van het Mexicaans voetbalelftal. Hij gaf de voorzet waaruit Manuel Negrete een doelpunt maakte dat in 2018 werd verkozen tot 'greatest goal' uit de WK-geschiedenis. Aguirre kwam eveneens uit voor Osasuna in de Spaanse competitie, maar keerde begin jaren negentig terug naar Mexico bij Chivas Guadalajara waarna hij niet veel later stopte met voetballen.

## Trainerscarrière
Aguirre stopte met voetballen nadat hij een uitnodiging had gekregen van de toenmalige bondscoach Miguel Mejía Barón om als assistent mee te gaan naar het wereldkampioenschap voetbal in de Verenigde Staten in 1994. Daarna assisteerde hij Barón bij de Mexicaanse voetbalclub Atlante. In 1998 kreeg hij bij Pachuca een baan aangeboden als trainer om de club te behoeden voor degradatie. Dit lukte en een jaar later wist hij de club zelfs de eerste titel te schenken in de geschiedenis.
In 2001 werd hij tussentijds gevraagd om bondscoach te worden. Mexico moest dertien punten halen in de volgende vijf wedstrijden om zich te kwalificaren voor het wereldkampioenschap voetbal in Japan en Zuid-Korea in 2002. Wederom wist Aguirre zijn opdracht te volbrengen. Hij bracht México naar de finale van de CONMEBOL Copa América in 2001 en nam ontslag na de uitschakeling op het WK door de Verenigde Staten in de achtste finales.
In 2002 werd hij trainer bij Osasuna in de Spaanse Primera División en niet zonder onverdeeld succes. In 2005 bereikte Osasuna de finale om de Copa del Rey die het verloor tegen Real Betis. De club plaatste zich echter wel voor de UEFA Cup. In het seizoen 2005/06 wist Aguirre Osasuna te loodsen naar een plaats in de voorrondes van de UEFA Champions League.
Daarna was hij aan een nieuwe uitdaging toe en besloot hij in 2006 de vrijgekomen plaats van trainer bij Atlético Madrid aan te nemen. Lange tijd stond hij met Atlético Madrid op een plaats voor de UEFA Cup, maar uiteindelijk eindigde de ploeg als zevende, net buiten de UEFA Cup-plaatsen, en schreef het zich in voor de UEFA Intertoto Cup. In het daaropvolgende seizoen wist hij de club naar de voorronde van de UEFA Champions League te loodsen. In 2009 kwam er een einde aan zijn periode bij Atlético Madrid toen hij na zes wedstrijden op rij zonder overwinning werd ontslagen door de club.
Vervolgens werd hij in Mexico benoemd tot bondscoach van Mexico, maar na het WK 2010 legde hij deze functie neer.
Sinds de zomer van 2010 was hij de trainer van de Spaanse voetbalclub Real Zaragoza. Na de club in zijn eerste jaar behoed te hebben voor degradatie werd hij wegens teleurstellende resultaten ontslagen op 30 december 2011. Hij werd opgevolgd door Manuel Jiménez.
Op 24 juli 2014 maakte de Japanse voetbalbond bekend dat Aguirre was aangetrokken als bondscoach van het Japans voetbalelftal. Hij verving de na het WK opgestapte Italiaan Alberto Zaccheroni. Na de voortijdige uitschakeling bij de strijd om de AFC Asian Cup werd hij ontslagen door de Japanse voetbalbond, mede vanwege zijn mogelijke betrokkenheid bij matchfixing in Spanje. Hij werd opgevolgd door de Bosniër Vahid Halilhodžić.
Op 18 juni 2015 werd Aguirre aangesteld als hoofdtrainer van Al-Wahda. Op 21 mei 2017, na het winnen van de UAE President's Cup, besloot Aguirre op te stappen als hoofdtrainer van de club.
In juli 2018 stond Aguirre op een lijst van vier trainers die in aanmerking kwamen voor de baan als bondscoach van Egypte. In augustus 2018 werd Aguirre benoemd tot bondscoach. Tijdens de CAF Africa Cup of Nations 2019, die werd georganiseerd in Egypte, werd het nationale team uitgeschakeld door Zuid-Afrika in de laatste zestien. Als gevolg hiervan werd Aguirre samen met de gehele technische en administratieve staf van het nationale team ontslagen vanwege de teleurstellende resultaat.
In november 2019 keerde Aguirre terug naar La Liga en nam hij de ploeg van Leganés over na het ontslag van Mauricio Pellegrino. Hij tekende tot het einde van het seizoen, plus de optie voor een extra seizoen. Leganés degradeerde op de laatste dag van het seizoen in juli 2020, waarop Aguirre zijn ontslag indiende.
In december 2020 werd Aguirre aangesteld als hoofdtrainer van Monterrey. Met Monterrey won Aguirre op 29 oktober 2021 de CONCACAF Champions League door in de finale met 1–0 te winnen van Club América.  Ondanks het behalen van deze titel werd hij op 26 februari 2022 ontslagen na het behalen van zes gelijke spelen.
Op 24 maart 2022 vond hij onderdak bij RCD Mallorca, een nieuwkomer in La Liga dat voor zijn behoud aan het vechten was.
| Interlands Japan onder leiding van Javier Aguirre | Interlands Japan onder leiding van Javier Aguirre | Interlands Japan onder leiding van Javier Aguirre | Interlands Japan onder leiding van Javier Aguirre | Interlands Japan onder leiding van Javier Aguirre | Interlands Japan onder leiding van Javier Aguirre |
| №                                                 | Datum                                             | Wedstrijd                                         | Uitslag                                           | Competitie                                        |                                                   |
| ------------------------------------------------- | ------------------------------------------------- | ------------------------------------------------- | ------------------------------------------------- | ------------------------------------------------- | ------------------------------------------------- |
| 1                                                 | 05.09.2014                                        | Japan − Uruguay                                   | 0 − 2                                             | Vriendschappelijk                                 |                                                   |
| 2                                                 | 09.09.2014                                        | Japan − Venezuela                                 | 2 − 2                                             | Vriendschappelijk                                 |                                                   |
| 3                                                 | 10.10.2014                                        | Japan − Jamaica                                   | 1 − 0                                             | Vriendschappelijk                                 |                                                   |
| 4                                                 | 14.10.2014                                        | Japan − Brazilië                                  | 0 − 4                                             | Vriendschappelijk                                 |                                                   |
| 5                                                 | 14.11.2014                                        | Japan − Honduras                                  | 6 − 0                                             | Vriendschappelijk                                 |                                                   |
| 6                                                 | 18.11.2014                                        | Japan − Australië                                 | 2 − 1                                             | Vriendschappelijk                                 |                                                   |
| 7                                                 | 12.01.2015                                        | Japan − Palestina                                 | 4 − 0                                             | Aziatisch kampioenschap                           |                                                   |
| 8                                                 | 16.01.2015                                        | Japan − Irak                                      | 1 − 0                                             | Aziatisch kampioenschap                           |                                                   |
| 9                                                 | 20.01.2015                                        | Japan − Jordanië                                  | 2 − 0                                             | Aziatisch kampioenschap                           |                                                   |
| 10                                                | 23.01.2015                                        | V.A.E. − Japan                                    | 1 − 1                                             | Aziatisch kampioenschap                           |                                                   |

## Erelijst
Als speler
 Club América
- Primera División: 1983/84

Als trainer
 Pachuca
- Primera División: Invierno 1999

 Atlético Madrid
- UEFA Intertoto Cup: 2007 (1 van 11 winnaars)

 Al-Wahda
- UAE President's Cup: 2016/17
- UAE League Cup: 2015/16

 Mexico
- CONCACAF Gold Cup: 2009

 Monterrey
- CONCACAF Champions League: 2021